# アメリカン・アイドル (シーズン8)
アメリカン・アイドルシーズン8は、2009年1月13日からアメリカのFOXで放送されていたオーディション番組。日本では、FOXチャンネル及びBS11デジタルで放送された。FOXチャンネルでは2009年7月1日、BS11デジタルでは2009年9月1日より再放送される。司会は前回に引き続きライアン・シークレスト。審査員はポーラ・アブドゥル、サイモン・コーウェル、ランディ・ジャクソンに加え、今シーズンより作曲家のカーラ・ディオガルディが参加。

## オーディション
地方予選は2008年夏に全米7ヶ所及びプエルトリコで行われた。

### 会場
| 都市                 | 日時    | 会場                                             |
| サンフランシスコ     | 7月17日 | カウ・パレス                                     |
| ルイビル             | 7月21日 | フリーダム・ホール                               |
| フェニックス         | 7月25日 | ジョビング・ドットコム・アリーナ                 |
| ソルトレイクシティ   | 7月29日 | エナジーソリューションズ・アリーナ               |
| サンフアン           | 8月2日  | コロッセオ・デ・プエルトリコ                     |
| カンザスシティ       | 8月8日  | ケンパー・アリーナ                               |
| ジャクソンビル       | 8月13日 | ジャクソンビル・ベテランズ・メモリアル・アリーナ |
| イーストラザフォード | 8月19日 | アイゾッド・センター                             |

参加資格は2008年7月15日現在で、16歳から28歳まで。
歌唱力によって審査員4人のうち3人から「Yes」の返事をもらうとハリウッド予選行きとなる。

## ファイナリスト

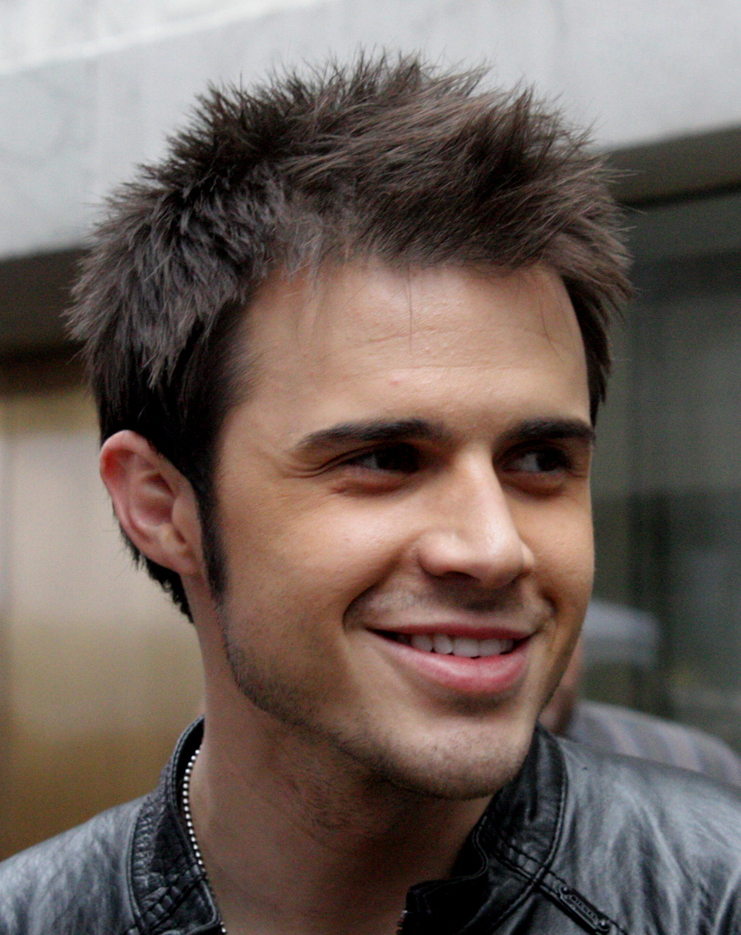
アメリカン・アイドル (シーズン8)の優勝者クリス・アレン

- アダム・ランバート (Adam Lambert)

27歳。舞台俳優。サンフランシスコ予選通過。準優勝
- アレクシス・グレイス (Alexis Grace)

21歳。ミュージシャン兼一児の母。陸軍士官学校に在籍する婚約者がいる。ルイビル予選通過。Top 11で脱落。
- アリソン・イレヒタ (Allison Iraheta)

16歳。高校生。サンフランシスコ予選通過。Top　4で脱落。
- アヌープ・デサイ (Anoop Desai)

22歳。大学生。審査員からの愛称は「アヌープ・ドッグ」。カンザスシティ予選通過。Top 7で脱落。
- ダニー・ゴーキー (Danny Gokey)

28歳。音楽教師。病気で妻を亡くし、親友ジャマール（ハリウッド予選で脱落）とともに参加。カンザスシティ予選通過。Top 3で脱落。
- ジャスミン・マーレイ (Jasmine Murray)

17歳。高校生。ジャクソンビル予選通過。Top 13で脱落。
- ホルヘ・ヌニェス (Jorge Nuñez)

21歳。大学生。サンフアン予選通過。Top 13で脱落。
- クリス・アレン (Kris Allen)

23歳。大学生。ルイビル予選通過。優勝
- リル・ラウンズ (Lil Rounds)

24歳。三児の母。カンザスシティ予選通過。Top 7で脱落。
- マット・ジロード (Matt Giraud)

23歳。ピアニスト。ルイビル予選通過。Top 5で脱落。
- ミーガン・ジョイ・コークリー (Megan Joy Corkrey)

23歳。シングルマザー。息子が一人。ソルトレイクシティ予選通過。Top 9で脱落。
- マイケル・サーヴァー (Michael Sarver)

28歳。石油採掘の仕事をしている。二児の父。フェニックス予選通過。Top 10で脱落。
- スコット・マッキンタイア (Scott MacIntyre)

23歳。ピアニスト、音楽家、作詞家。ほぼ盲目の状態。フェニックス予選通過。Top 8で脱落。
優勝はクリス・アレン。2位はアダム・ランバート。3位はダニー・ゴーキーに決定。